# Paul Di Bella
 Paul Joseph Anthony Di Bella  (Ingham, 12 februari 1977) is een Australisch atleet, die is gespecialiseerd in de 100 en 200 m. Tweemaal nam hij deel aan de Olympische Spelen, maar bleef medailleloos.

## Biografie
Di Bella maakte in 2000 op de Olympische Spelen in Sydney deel uit van het Australisch team op de 4 x 100 meter estafette. Het viertal sneuvelde in de kwalificaties als gevolg van een mislukte stokwissel. Op de 100 m kwam Di Bella niet verder dan de reeksen, waarin hij sneuvelde in een tijd van 10,52 s. Eén jaar later, op het WK in Edmonton, liep hij samen met Adam Basil, Steve Brimacombe en Matt Shirvington naar een bronzen medaille op de 4 x 100 m. Oorspronkelijk eindigden ze als vierde, maar door de diskwalificatie van het Amerikaanse team (als gevolg van dopinggebruik van Tim Montgomery) schoven ze op naar de derde plaats. Op het WK van 2003 kwamen ze tot de halve finale.
Op de Olympische Spelen van 2004 in Athene kwalificeerde Di Bella zich samen met zijn landgenoten Joshua Ross, Adam Basil en Patrick Johnson voor de finale van de 4 x 100 m estafette, waarin ze als zesde eindigden.

## Persoonlijke records
| Onderdeel   | Prestatie | Datum            | Plaats   |
| ----------- | --------- | ---------------- | -------- |
| 100m        | 10,26     | 18 augustus 2000 | Sydney   |
| 200 m       | 20,66     | 25 maart 2001    | Brisbane |
| verspringen | 7,11 m    | 27 januari 2007  | Brisbane |